# Élection présidentielle est-timoraise de 2002
L'élection présidentielle est-timoraise de 2002 s'est déroulée le 14 avril 2002. Pour cette première élection présidentielle au Timor oriental, il n'y a que deux concurrents Xanana Gusmão et Francisco Xavier do Amaral. C'est finalement Xanana Gusmão qui est élu avec 82,69 % des suffrages contre 17,31 % pour Francisco Xavier do Amaral.

## Résultats

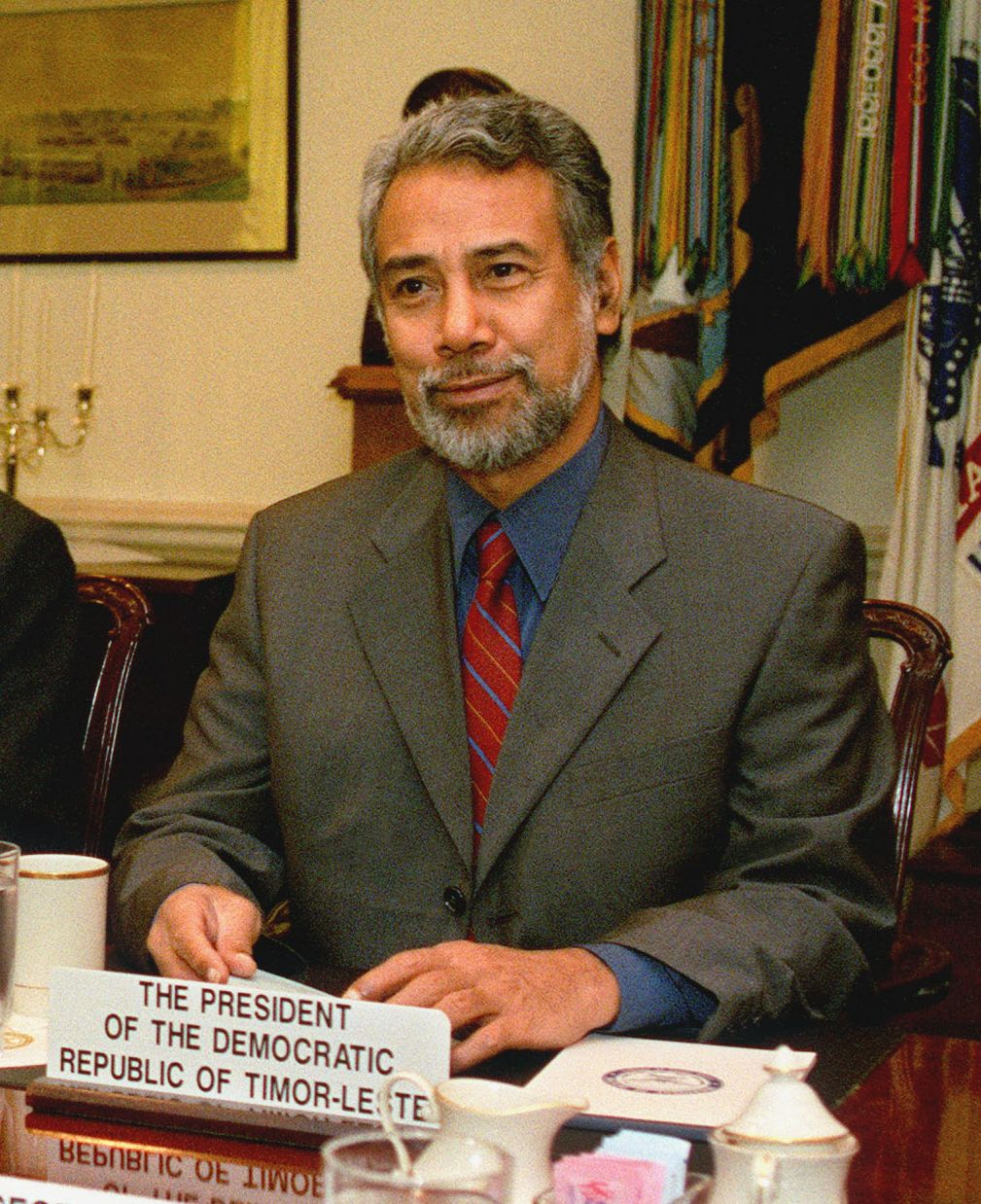
Xanana Gusmão

|                          | Xanana Gusmão              | Indépendant              | 301 634 | 82,69 |  |  |
|                          | Francisco Xavier do Amaral | ASDT                     | 63 146  | 17,31 |  |  |
|                          |                            |                          |         |       |  |  |
| Votes valides            | Votes valides              | Votes valides            | 364 780 | 96,36 |  |  |
| Votes blancs et nuls     | Votes blancs et nuls       | Votes blancs et nuls     | 13 768  | 3,64  |  |  |
| Total                    | Total                      | Total                    | 378 548 | 100   |  |  |
| Abstention               | Abstention                 | Abstention               | 67 708  | 15,17 |  |  |
| Inscrits / participation | Inscrits / participation   | Inscrits / participation | 446 256 | 84,83 |  |  |